# 5e régiment d'infanterie territoriale
Pour les articles homonymes, voir 5e régiment d'infanterie.
Le 5e régiment d'infanterie territorial est un régiment d'infanterie de l'armée de terre française qui a participé à la Première Guerre mondiale.

## Création et différentes dénominations
- 1875 : Création du 5e régiment d'infanterie  territoriale

## Chefs de corps
- 1914 : Lieutenant Colonel Labat[1]

## Historique des garnisons, combats et batailles du5eRIT
Le régiment reçoit son numéro par décret du 19 mars 1875, en prévision de la mobilisation

### Première Guerre mondiale
Mobilisé en 1re Région Militaire

#### Affectations
- Aout 1914 : Place forte de Maubeuge
- 6e division d'infanterie d'août à novembre 1918

##### 1914
- 28 août au 8 septembre 1914 : Siège de Maubeuge.
- Ce régiment fut fait prisonnier parmi les 45 000 combattants de la poche de Maubeuge, les soldats furent internés dans les camps allemands de Chemnitz, Soltaut, Hamborn, Minden, etc. jusqu'en décembre 1918-janvier 1919.

Combats de Douai du 1er octobre.

##### 1917
Le 15 août 1917, le 5e RIT est dissous et ses éléments forment le 34e bataillon territorial de mitrailleuses du 34e CA et les 1er et 2e bataillons de pionniers.

## Drapeau
Il porte, cousues en lettres d'or dans ses plis, les inscriptions suivantes :
- Verdun 1916
- Picardie 1918